# Attaque de Dioura (2019)
Pour les articles homonymes, voir Attaque de Dioura.
Guerre du Mali
Batailles
L'attaque de Dioura a lieu le 17 mars 2019 lors de la guerre du Mali.

## Forces en présence
Au début des combats, la localité de Dioura (en) est défendue par une compagnie de l'armée malienne commandée par le capitaine Mohamed Sidati Ould Cheikh. Selon le média malien Kibaru, cette dernière avait pris depuis peu la relève de la précédente garnison.
Le Groupe de soutien à l'islam et aux musulmans revendique l'attaque le 22 mars,,. Au moins plusieurs dizaines de djihadistes prennent part au combat. Selon l'armée malienne, les assaillants sont dirigés par Ba Ag Moussa, un ancien colonel des forces maliennes,,, mais le Groupe de soutien à l'islam et aux musulmans dément et affirme que le raid a été mené par Amadou Koufa, le chef de la katiba Macina,,.

## Déroulement
L'attaque débute le matin du 17 mars 2019, vers 06H00, heure locale. Plusieurs dizaines de djihadistes lancent l'assaut à bord de pick-up et de motos
,,. D'autres assaillants auraient également infiltré la localité quelques heures avant le début des combats. 
L'explosion d'un véhicule piégé conduit par un kamikaze signale le début du combat. Le camp militaire de Dioura est attaqué par le Nord et par le Sud-Est. Les soldats maliens sont surpris et certains d'entre-eux cèdent à la panique,. Les défenseurs finissent cependant par se réorganiser et opposent une résistance pendant plusieurs heures. Les djihadistes incendient des camions-citernes et s'emparent de véhicules, d'armes et de munitions. Dans l'après-midi, aux alentours de 16H00, l'armée malienne annonce avoir repris le contrôle du camp. 
Le lendemain de l'attaque, une délégation comprenant le ministre de la Défense Tiémoko Sangaré, le commandant de l'état-major général des armées et un commandant des Casques bleus de l'ONU se rend à Dioura,.

## Pertes
Le 18 mars, l'état-major de l'armée malienne annonce un bilan de 23 morts et 17 blessés pour ses troupes,,. Aucun soldat malien n'a été fait prisonnier. Des militaires un temps portés disparus sont retrouvés vivants dans des villages voisins situés jusqu'à plus de 20 kilomètres de Dioura. Une source militaire et un élu local avaient auparavant fait état à l'AFP de la mort d'au moins 21 militaires maliens. L'opposition malienne, réunie au sein du Front pour la Sauvegarde de la Démocratie, évoque pour sa part plus de 20 tués, une vingtaine de disparus, huit véhicules brûlés, dont des camions citernes, et huit véhicules équipés d'armes de guerre emportés par les assaillants. Le chef de la compagnie, le capitaine Mohamed Sidati Ould Cheikh, figure parmi les morts. Les corps sont enterrés le jour même, près de Dioura. Le 21 mars, l'AFP indique cependant que de nouveaux corps ont été retrouvés et que le bilan a été revu à la hausse à 26 morts d'après une source militaire malienne. Dans son rapport du 31 mai 2019 sur la situation au Mali, l'ONU indique également que 26 soldats maliens ont trouvé la mort lors de l'attaque de Dioura.
Les pertes des djihadistes seraient en revanche faibles. Dans son communiqué, le Groupe de soutien à l'islam et aux musulmans affirme compter trois « martyrs » dans ses rangs et revendique la mort d'environ 30 soldats maliens,. Le groupe affirme également avoir brûlé huit véhicules militaires et en avoir emporté six autres,. Il déclare aussi s'être saisi de deux mitrailleuses lourdes, d'une mitrailleuse DShK, de deux SPG, d'une PK, de deux mortiers, de 38 Kalachnikov, d'un RPG-7 et de quatre RPG-5,.
Il s'agit alors du combat le plus meurtrier pour l'armée malienne depuis la bataille de Kidal du 21 mai 2014,.